# Rostvingad schifforn
Rostvingad schifforn (Schiffornis stenorhyncha) är en fågelart i familjen tityror inom ordningen tättingar.

## Utseende och läte
Rostvingad schifforn är en kraftig tätting med mörk fjäderdräkt. Den är enfärgat rostbrun, något varmare i tonen på vingar och hjässa. Den rätt stora krokförsedda näbben påminner om den hos vireor. Den visslade sången består av tre delar, en lång ton följt av två kortare. 

## Utbredning och systematik
Rostvingad schifforn delas in i två underarter med följande utbredning:
- S. s. panamensis – låglänta områden i centrala och östra Panama samt nordvästra Colombia
- S. s. stenorhyncha – nordöstra Colombia och norra Venezuela

Arterna rostvingad och brunvingad schifforn samt bronsschifforn, nordschifforn och guyanaschifforn behandlades tidigare som en och samma art, Schiffornis turdina, men urskiljs numera som egna arter efter studier.

### Släktskap
Schiffornerna placerades tidigare i familjen manakiner, vilket det svenska tidigare namnet trastmanakin avslöjar. DNA-studier visar dock att de tillhör en grupp fåglar som urskilts till den egna familjen tityror (Tityridae). De är närmast släkt med sorgfåglarna i släktena Laniisoma och Laniocera.

## Levnadssätt
Rostvingad schifforn hittas i undervegetation i skog. Där är den tillbakadragen och svår att få syn på. Istället upptäcks den oftast på lätet. 

## Status och hot
Arten har ett stort utbredningsområde, men tros minska i antal, dock inte tillräckligt kraftigt för att den ska betraktas som hotad. Internationella naturvårdsunionen IUCN listar arten som livskraftig (LC). Beståndet uppskattas till i storleksordningen 20 000 till 50 000 vuxna individer.